# Helmi Mäelo
Helmi Mäelo (auch Helmi-Rosalie, bis 1923 Helmi Pett, 1923–1924 Helmi Mühlberg, * 1. Apriljul. / 13. April 1898greg. in Uderna; † 17. Juli 1978 in Stockholm) war eine estnische Journalistin und Schriftstellerin.

## Leben
Mäelo machte 1919 in Tartu Abitur und studierte von 1921 bis 1924 Rechtswissenschaft an der Universität Tartu. Seit 1923 war sie in der Abstinenzbewegung aktiv und jahrelang Vorsitzende des Estnischen Abstinenzlerbundes. 1924 wurde sie Chefredakteurin der neu gegründeten Zeitschrift Eesti Naine ('Die estnische Frau'). Bei dieser Zeitschrift war sie bis 1940 federführend. Nach der Sowjetisierung Estlands 1940 geriet sie schnell ins Visier der Behörden und entging der Junideportation nur dank einer Warnung von Bekannten, sodass sie, damals in Tartu lebend, aufs Land fliehen konnte. Zum Ende der deutschen Besetzung Estlands im Zweiten Weltkrieg verließ sie das Land und gelangte über Deutschland im Frühjahr 1945 nach Schweden. Ab 1946 war sie Büroangestellte in Stockholm, von 1960 bis 1975 Sekretärin des Baltischen Humanitären Verbandes.
Helmi Mäelo war sein 1958 Mitglied des Exilestnischen Schriftstellerverbandes, außerdem im Estnischen PEN-Club und im Schwedischen Schriftstellerverband.

## Werk
Mäelo publizierte seit 1919 Artikel zur Abstinenzthematik und zur Frauenemanzipation, und auch ihr Romandebüt von 1928, Vaterlos, behandelt die Frage der Enthaltsamkeit. In ihren folgenden Romanen wendet sie sich jedoch der „ungerechte[n] Behandlung von Frauen durch die Gesetzgebung“ zu.
Besonderes Lob erntete Mäelo für ihre Jugendbücher, mit denen sie „ihr richtiges Genre gefunden“ zu haben schien, wie ihre Kollegin Marta Sillaots in einer Kritik bemerkte. Auffällig war, dass sie explizit sowohl an Jungen, als auch an Mädchen gerichtete Bücher verfasste.
Im Exil konzentrierte sich Mäelo auf das Abfassen ihrer Memoiren, die sie in insgesamt fünf Bänden zwischen 1959 und 1978 veröffentlichte. Auch die parallel dazu verfassten Romane können als Pentalogie aufgefasst werden. Sie behandeln beginnend mit 1867 insgesamt vier Generationen auf einem estnischen Bauernhof und schließen somit auch die Deportationen der 1940er-Jahre mit ein. Zentral stehen vier Frauen in einer direkten Abstammungslinie, die sich größtenteils alleine durchs Leben schlagen. Daneben beschreibt die Autorin viele Vertreter der Unterschicht, sodass man die ganze Romanserie auch als „Leidenschronik“ charakterisieren könnte.

## Bibliografie

### Romane
- Isata ('Vaterlos'). Tartu: Sõnavara 1928. 194 S.
- Tänapäeva lapsed ('Kinder von heute'). Tartu: Tungal 1933. 160 S.
- Vallaslaps ('Das uneheliche Kind'). Tartu: Postimees 1934. 229 S.
- Eevi Altma abielu ('Die Ehe der Eevi Altma'). Tartu: Postimees 1935. 196 S.
- Üliõpilane Soomest ('Die Studentin aus Finnland'). Tallinn: Tallinna Eesti Kirjastus-Ühisus 1940. 228 S.
- Oma veri. Romaan ('Eigenes Blut. Roman'). Lund: EKK1965. 288 S.
- Võõras veri. Romaan ('Fremdes Blut'). Lund: EKK 1966. 280 S.
- Keerdsõlmed. Romaan ('Zwickmühlen'). Lund: EKK 1968. 276 S.
- Teised tuuled. Romaan ('Andere Winde'). Lund: EKK 1970. 270 S.
- Homne päev. Romaan ('Der morgige Tag'). Lund: EKK 1972. 244 S.

### Erinnerungen
- Talutütar. Mälestusi ('Eine Bauerntochter. Erinnerungen'). Lund: EKK 1959. 272 S.
- Elutegevuses. Mälestusi ('Im Lebensbetrieb. Erinnerungen'). Lund: EKK 1961. 318 S.
- Võõrsil. Mälestusi, vaatlusi, elamusi ('In der Fremde. Erinnerungen, Betrachtungen, Erlebnisse'). Lund: EKK 1974. 232 S.
- Sammud edasi. Mälestusi, vaatlusi, elamusi ('Schritte nach vorn. Erinnerungen, Betrachtungen, Erlebnisse'). Lund: EKK 1975. 256 S.
- Päevast päeva. Päevik 1. juulist 1975 kuni 30. juunini 1977 ('Von Tag zu Tag. Tagebuch vom 1. Juli 1975 is zum 30. Juni 1977'). Lund: EKK 1978. 228 S.

### Kinder- und Jugendliteratur
- Pärt on mu sõber ('Pärt ist mein Freund'). Tartu: Noor-Eesti 1935. 108 S.
- Teras. Roman tütarlastele ('Stahl. Ein Roman für Mädchen'). Tartu: Noor-Eesti 1936. 256 S.
- Salme astub ellu ('Salme tritt ns Leben'). Tartu: Noor-Eesti 1937. 231 S.
- Soohüti Liine ('Liine aus der Sumpfhütte'). Tartu: Noor-Eesti 1938. 113 S.
- Sangar. Noorsoojutt ('Der Held. Erzählung für Jugendliche'). Vadstena: ORTO 1945. 140 S.
- Võidukarika märgi all ('Im Zeichen des Siegerpokals'). New York: Eesti Koolitoimkond USA-s 1963. 91 S.

### Sachbücher
- Tänapäeva Ameerika ('Amerika heute'). Tartu: Eesti Kirjanduse Selts 1938. 114 S.
- Eesti naine läbi aegade ('Die estnische Frau in Vergangenheit und Gegenwart'). Lund: EKK 1957. 224 S.